# Seon-Ok Lee
Seon-Ok Lee je južnokorejska hokejašica na travi. 
Svojim igrama je izborila mjesto u južnokorejskoj izabranoj vrsti.

## Sudjelovanja na velikim natjecanjima
(popis nepotpun)
- 2002.: SP u Perthu, 6.
- 2003.: Trofej prvakinja u Sydneyu, 6.
- 2004.: OI u Ateni, 7.
- 2008.: izlučni turnir u Victoriji za OI 2008., 1.
- 2008.: OI u Pekingu, 9.